# Nová Ves (district de Domažlice)
Pour les articles homonymes, voir Nová Ves.
Nová Ves (en allemand : Neudorf bei Neugedein) est une commune du district de Domažlice, dans la région de Plzeň, en Tchéquie. Sa population s'élevait à 135 habitants en 2017.

## Géographie
Nová Ves se trouve à 12 km au sud-est de Domažlice, à 48 km au sud-ouest de Plzeň et à 128 km au sud-ouest de Prague.
La commune est limitée par Brnířov au nord, par Kdyně à l'est, par Všeruby au sud et à l'ouest, et par Kdyně à l'ouest.

## Histoire
La première mention écrite du village date de 1508.